# Rafael González Córdova
Rafael González Córdova (Santiago de Xile, 24 d'abril de 1950) és un exfutbolista xilè.

## Selecció de Xile
Va formar part de l'equip xilè a la Copa del Món de 1974.